# Renward Cysat
Renward Cysat, né le 11 octobre 1545 à Lucerne où il meurt le 25 avril 1614, est chancelier, membre du Grand Conseil de Lucerne et pharmacien.

## Biographie
Renward Cysat est fils de Johann Baptist Cysat et de Margaretha Göldlin.

### Articles
- Fritz Glauser / PV, « Cysat, Renward » dans le Dictionnaire historique de la Suisse en ligne, version du 23 février 2012.